# Lamovita
Lamovita (cyr. Ламовита) – wieś w Bośni i Hercegowinie, w Republice Serbskiej, w mieście Prijedor. W 2013 roku liczyła 1528 mieszkańców.